# Norm Clarke
Norman Ray Clarke, detto Norm (Toronto, 27 giugno 1960), è un ex cestista canadese.

## Carriera
Con il Canada ha disputato i Campionati americani del 1988 e i Giochi olimpici di Seul 1988.